# Cervo (mitologia)

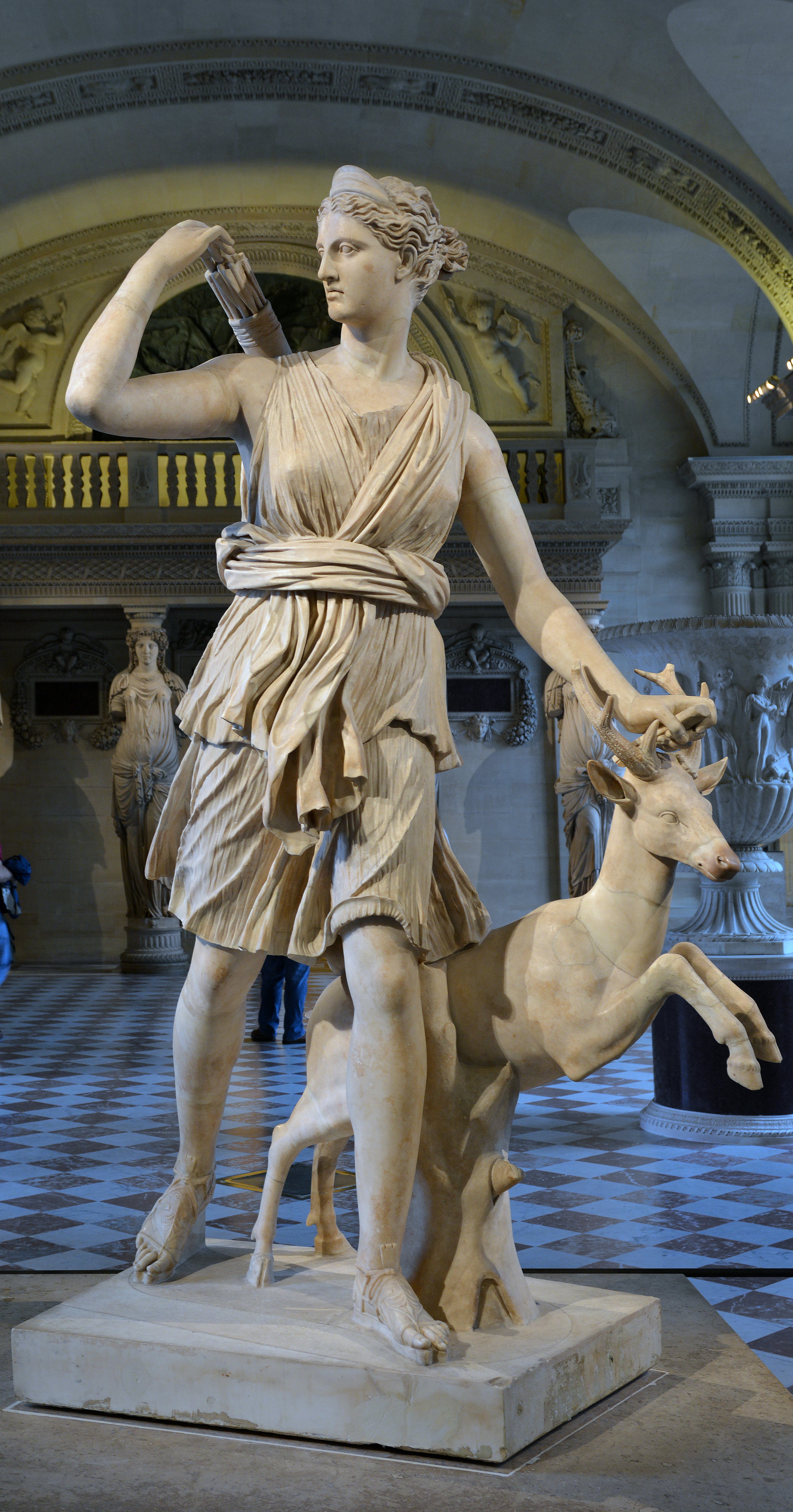
La Diana di Versailles (I-II secolo) con un cervo

In varie tradizioni mitologiche il cervo ha rivestito un ruolo significativo. In particolare il rinnovo periodico del suo palco è stato visto come simbolo della fecondità, del rinnovo continuo della vita, dei ritmi di crescita, morte e rinascita e ciò in numerose tradizioni religiose.

## Paganesimo

### Mitologia ittita
Il sito di Alaca Höyük testimonia che il cervo era venerato insieme al toro, e continuò a esserlo anche dagli Ittiti come la divinità protettiva dal nome dKAL. Altre divinità ittite erano spesso raffigurate a cavallo di cervi.

### Mitologia celtica
I popoli celtici insulari consideravano il cervo un animale soprannaturale. In Irlanda, An Chailleach Bhéarach: "la Vecchia Signora di Beare", assumeva la forma di un cervo per evitare la cattura (Beare è un'isola al largo della Contea di Cork). Altre figure della mitologia celtica come Oisín, Flidais e Sadbh avevano connessioni con il cervo.
Uno degli dei della mitologia celtica è Cernunnos (colui che ha la cime del cranio come un cervo), rappresentato seduto con in testa il palco di un cervo, quasi a rappresentare l'irradiarsi della luce celeste del dio, e circondato da numerosi animali, fra i quali un cervo ed un serpente (tradizionale nemico del cervo) ed era uno degli dèi celtici più importanti.

### Mitologia norrena
Nella mitologia norrena il cervo invece ha un carattere negativo. Sia l'Edda poetica sia l'Edda in prosa ricordano i quattro Cervi di Yggdrasill, che abitano tra le fronde dell'albero cosmico Yggdrasill e si nutrono dei loro germogli per impedirne la crescita. Il cervo Eikþyrnir, inoltre, vive sulla sommità del Valhalla, mentre il dio Freyr uccise il gigante Beli con un corno di cervo.

### Mitologia greco-latina

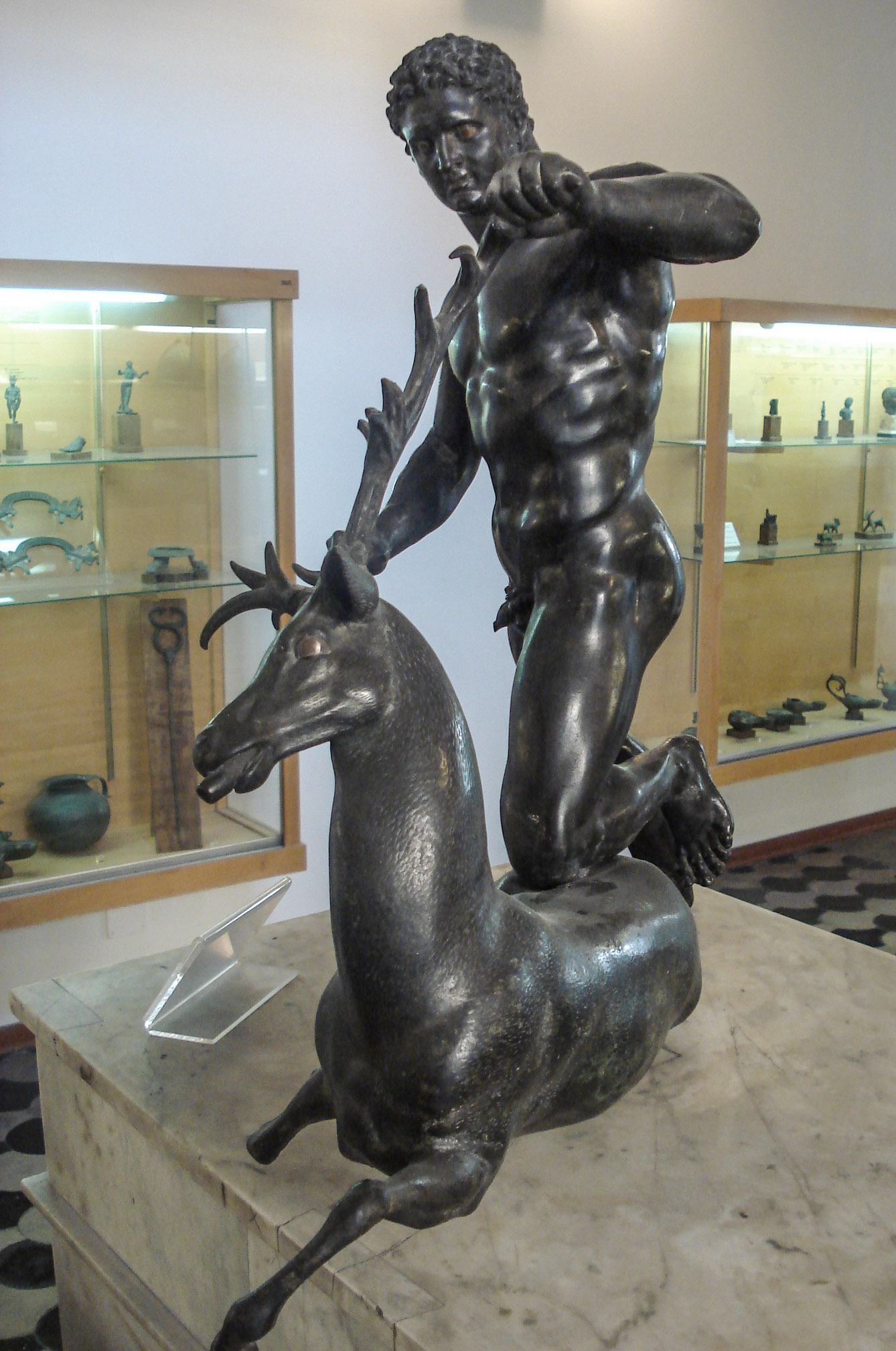
Eracle e la Cerva di Cerinea. Fontana in bronzo del I secolo a.C., oggi a Palermo

Nella mitologia greca, il cervo era particolarmente associato alla dea Artemide, nel suo ruolo di cacciatrice vergine, aggiogati al suo carro e guidati dalla dea con redini auree. Spicca in particolare il mito relativo di Atteone.
La quarta delle Dodici fatiche di Eracle fu catturare la Cerva di Cerinea.
Il romano Quinto Sertorio, mentre era generale in Lusitania, addomesticò un cervo bianco che allevava quasi fin dalla nascita. Facendo leva sulle superstizioni delle tribù locali, raccontò che gli fosse stato donato dalla dea Diana e attribuì la propria intelligenza all'animale, tanto da convincere i locali che aveva il dono della profezia.

### Mitologia induista
Nella mitologia induista, secondo l'upaniṣad Aitareya, la dea Sarasvati assume la forma di un cervo rosso chiamato Rohit. Dea della conoscenza, Sarasvati insegnò agli uomini come usare la pelle del cervo per fare abiti o tappeti su cui sedersi.
Un cervo dorato ha un ruolo importante nel poema epico Rāmāyaṇa: durante l'esilio nella foresta, Sītā, la moglie di Rāma, vide un cervo dorato e chiede a Rama e Lakshmana di catturarlo per lei. In realtà il cervo era il demone (rakshasa) Maricha, che aveva assunto forma di cervo per allontanare Rama e Lakshmana da Sita, in modo che suo fratello Rāvaṇa la potesse rapire.

### Giainismo
Nel giainismo, la figura Harineyameshi (considerata la stessa figura nelle fonti indù chiamata Naigamesha spesso raffigurata con la testa di capra) che è associata al trasferimento dell'embrione di Mahavira, è talvolta raffigurata con la testa di un cervo.

### Mitologia scita
Un certo culto del cervo è attestato presso gli Sciti. È uno dei motivi più ricorrenti nella loro arte, in particolare nei siti funerari poiché si credeva che l'animale potesse accelerare il cammino degli spiriti dei morti; ciò forse spiega i curiosi poggiatesta ornati con corna di cervo ritrovati su cavalli sepolti nei kurgan.

### Mitologia slava
Nel pantheon slavo era presente il dio Borevit, simile nell'aspetto al celtico Cernunno perché avente le sembianze di un cervo antropomorfo; per il ruolo ricoperto all'interno del pantheon era assimilabile al dio romano Silvano (poiché protettore dei boschi) e agli dei maschili della fertilità presenti in varie civiltà europee e mediterranee, spesso – ma non sempre – proprio nella forma archetipica di Dio cornuto: era infatti descritto con grandi genitali.
Con l'avvento del cristianesimo fu demonizzato nella figura di Boruta.
Nelle fiabe che si rifanno al folclore e alla mitologia slava appare spesso un cervo dalle corna dorate.

### Mitologia turca
Il cervo è associato alla saggezza, all'agilità, alla fertilità e ai poteri soprannaturali nella mitologia turca. In alcune delle prime tombe turche sono state trovate statuette di cervi.

### Nativi americani
Nella mitologia dei nativi americani era presente una divinità che si chiamava Donna cervo, e in una leggenda si narra che lei morì avvelenata da delle bacche selvatiche ma, prima di morire, sentì il bisogno di creare i suoi figli; così creò i cervi. Importante rilevare come il cervo fosse presente nella Ruota dei Segni dei Nativi Americani, ad indicare il periodo tra il 21 Maggio ed il 20 Giugno.
Huicholes
Presso gli Huicholes del Messico il "cervo magico" rappresenta sia il potere del granoturco di sostenere il corpo, sia quello del peyote di sfamare ed illuminare lo spirito. Animali come l'aquila, il giaguaro, il serpente ed il cervo sono di grande importanza nelle culture indigene messicane; ognuno di questi animali, comunque, ha un significato speciale per una specifica tribù, alla quale conferisce alcune delle sue qualità. Presso gli Huicholes a detenere tali peculiarità è il cervo. Il loro carattere tende così ad essere leggero, flessibile e ironico; per tener fede a queste loro tradizioni, gli Huicholes hanno evitato guerre e lotte contro gli spagnoli o il governo messicano. Gli Huicholes cacciano e sacrificano il cervo nelle loro cerimonie: fanno offerte al cervo del granoturco per avere benefici nei raccolti ed al cervo del peyote per ottenere guida spirituale ed ispirazione artistica.

## Religioni abramitiche

### Ebraismo
Nella mitologia ebraica, secondo quanto dibattuto nel Talmud (חולין נט ע"ב), esisteva una figura di cervo gigante chiamata Keresh, che si diceva vivesse nella mitica foresta Divei Ilai.

### Cristianesimo
Il cervo entrò presto nell'iconografia cristiana quale simbolo di Cristo che combatte e vince il demonio, rappresentato dal serpente. Numerosi antichi scrittori e poeti nelle loro opere hanno descritto il cervo come avversario ed implacabile nemico del serpente, che addirittura stanerebbe con il suo soffio per poi ucciderlo. Le parole di San Paolo nella sua Seconda lettera ai Tessalonicesi hanno fornito un ulteriore motivo per assegnare al cervo tale ruolo simbolico.

#### Sant'Uberto

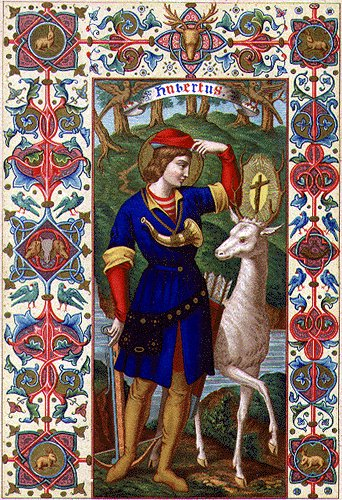
L'apparizione a Sant'Uberto del crocifisso tra le corna di un cervo in una miniatura

Primogenito del duca Bertrando di Aquitania e nipote di re Cariberto II, nacque probabilmente a Tolosa attorno al 656 e crebbe a Metz, come conte palatino presso la corte di re Teodorico III di Neustria.
Secondo la tradizione agiografica ispirata alla leggenda di sant'Eustachio, un venerdì Santo, durante una battuta di caccia, avrebbe avuto la visione di un crocifisso tra le corna di un cervo, che lo avrebbe invitato ad abbandonare la sua vita dissoluta e a convertirsi.
La storia del cervo apparve in una più tarda agiografia leggendaria ed era stata ripresa dall'antica leggenda di sant'Eustachio. La venerazione del santo ebbe ampia diffusione nel Medioevo; invocato contro il morso dei cani e la rabbia, è ricordato dalla Chiesa cattolica il 3 novembre.

#### Sant'Egido abate

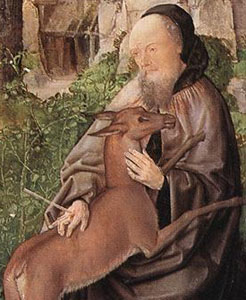
Maestro di Saint-Gilles, Sant'Egidio e la cerva (particolare), 1500 circa. Londra, National Gallery

Nella Legenda aurea è raccontata la vita di sant'Egidio abate, santo cattolico particolarmente venerato nel sud della Francia. Si narra che fosse vissuto per molti anni come eremita in una foresta presso Nîmes, con la sola compagnia di una cerva (o di una daina) che lo nutriva con il proprio latte. Per questo motivo il santo è spesso rappresentato insieme a questo animale.

#### Altri santi
Il cervo compare anche nell'iconografia di san Bassiano, santa Ida di Herzfeld e della beata Ida di Toggenburg.

#### La leggenda deLa Pierre des Fièvres
In una leggenda del villaggio francese Le Puy-en-Velay, riportata dall'abate Chanai, si raccontano le origini della cattedrale Notre Dame du Puy. Nel terzo secolo, una vedova, malata di una febbre maligna, su consiglio della Vergine Maria, si addormentò di fianco al grande dolmen che stava sulla collina. Poiché al risveglio era completamente guarita, la voce del miracolo iniziò a circolare e giunse anche all'orecchio di san Giorgio, vescovo di Velay. Questi, andando a controllare il luogo di persona, si accorse che, benché fosse ancora luglio, la collina era completamente innevata e che, intorno al dolmen, le orme di un cervo disegnavano i confini della futura cattedrale.

## Occultismo
Nella pratica magica dell'Ars Goetia lo spirito Furfur è raffigurato come un cervo o un cervo alato.

## Shintoismo
Nello shintoismo i cervi sono considerati messaggeri degli dei. Nel Santuario di Kasuga (Prefettura di Nara), in particolare, si ricorda un cervo bianco giunto dal Santuario di Kashima come messaggero divino. Il cervo è un simbolo della città di Nara.

## Cervi e marina inglese
Il galeone di Francis Drake, inizialmente conosciuto col nome di Pelican, fu ribattezzato dal proprietario a metà del suo viaggio del 1577, al momento di passare per lo Stretto di Magellano, con il nome di Golden Hind ("Cerva d'oro")  per rendere omaggio al suo protettore a corte, Sir Christopher Hatton, il cui emblema di famiglia presenta appunto una cerva dorata.